# Rosa Armiñana Navarrete
Rosa Armiñana Navarrete (València, 6 de febrer de 1918 - València, 28 de desembre de 2008), va ser una escriptora, folklorista i mestra de valencià.

## Biografia
En 1970 va començar a estudiar valencià en els cursos de llengua de la societat Lo Rat Penat de València. Amb el temps va passar a formar part de l'equip de professors de l'associació i a impartir docència, especialitzant-se en els cursos dirigits a xiquets. De 1975 a 1980 va ser directora dels cursos orals i per correu de la societat. Va abandonar l'entitat a causa de la seva fidelitat a les prescripcions lingüístiques de les Normes de Castelló de 1932.
De 1974 a 1983 va impartir cursos de valencià en diversos col·legis de la ciutat de València com a professora de l'Ajuntament.
En 1980 va participar en la refundació com a entitat privada de l'Institut d'Estudis Valencians, on va ser directora i professora.
Al llarg de la seua trajectòria professional va prendre un paper actiu com a escriptora i mantenidora en valencià en diversos actes de la Junta Central Fallera de València. Una part important dels seus escrits no ha estat publicada.
La seua biblioteca va ser donada l'any 2011 pels seus hereus a la Biblioteca Valenciana Nicolau Primitiu. Consta aproximadament de 150 llibres sobre Llengua, Literatura, Folklore i cultura valenciana. El seu arxiu conté poesies inèdites pròpies, documentació de la seua etapa docent, correspondència i fotografies.

## Obres
- Arrels: llibre d'ensenyança elemental de llengua valenciana, publicada en 1978.